# Ernst Hemken
Georg Melchior Bernhard Ernst Hemken (* 21. April 1834 in Jever; † 11. Juli 1911 in Dresden) war ein deutscher Maler und Porträtist.

## Leben
Hemken entstammte einer angesehenen Bockhorner Kaufmannsfamilie und war der Sohn des Obergerichtsanwalts Friedrich Christoph Melchior Hemken (1805–1871) und dessen Ehefrau Dorothea geb. Decker (1813–1890). Er war der Enkel des Schriftstellers Melchior Hemken (1766–1806).
Hemken besuchte das Mariengymnasium Jever und wollte eigentlich Seemann werden. 1852 wurde er, wie schon der in Varel und Jever tätige Landschaftsmaler Louis Karl August Preller, Schüler des Malers Friedrich Preller des Älteren an der Großherzoglich-Sächsischen Kunstschule in Weimar. Dort lebte er bei der Familie seines Lehrers, mit dessen Sohn Friedrich, der sich ebenfalls in der Malerei betätigte, er bald enge Freundschaft schloss. 1855 setzte Hemken seine Ausbildung an der Kunstakademie in Dresden unter dem Galeriedirektor und späteren Nazarener Julius Schnorr von Carolsfeld fort. Dieser machte ihn mit der Porträtmalerei vertraut und gab ihm auch Anregungen zu biblischen Themen wie Adam und Eva finden die Leiche Abels (1857, Stadtmuseum Oldenburg) und Potifars Weib klagt Joseph an. Für sein Gemälde Der Tod  Abels wurde er 1857 von der Dresdner Akademie mit der "Großen silbernen Medaille" ausgezeichnet.  Der Verkauf seiner Bilder ermöglichte es Hemken, 1859 mit Friedrich Preller dem Älteren und Friedrich Preller dem Jüngeren über Genua, Florenz und Livorno nach Rom zu reisen. Ende Oktober kamen sie dort an und verlebten den Winter in Olevano Romano. Hemken trat dem Deutschen Künstlerverein bei und verbrachte auch den folgenden Sommer in Olevano.
In dieser Zeit malte Hemken an einem Altarbild für die Kirche in Brake, das er später in Weimar unter Aufsicht von Preller und Bonaventura Genelli fertigstellte. Bedingt durch eine Krankheit kehrte er erst im August 1861 nach Deutschland zurück. Er arbeitete in Bremen und Jever, wo er Kopien von Familienbildern für den Grafen Wedel im Schloss Gödens anfertigte und mehrere Porträts sowie sein Selbstbildnis malte (Schlossmuseum Jever). Danach ging Hemken für drei Jahre nach London, wo sein Bruder lebte. Aus dieser Zeit sind nur Porträts von ihm bekannt. 1865 folgte er der Aufforderung Friedrich Prellers des Älteren, nach Weimar zurückzukehren. Hier führte er zusammen mit Edmund Kanoldt den Sockelfries zum 3. Prellerschen Odyssee-Zyklus (1865/68) im Grossherzoglichen Museum nach dem Entwurf Prellers aus.
Von 1869 an blieb Hemken, der unverheiratet war, bis zu seinem Tode in Dresden. Hier betätigte er sich im Wesentlichen als Porträtist. Das Kopieren von Gemälden in der Dresdener Galerie (etwa Raffael, Correggio, Tizian) trat allerdings immer stärker in den Vordergrund, da die Malerei nach spätnazarenischen Idealen sich inzwischen überlebt hatte. In Dresden hatte Hemken weiterhin Kontakt mit dem dort seit 1867 ansässigen Friedrich Preller dem Jüngeren, sowie mit seinem drei Jahre älteren Oldenburger Kollegen August tom Dieck, der eine ähnliche künstlerische Entwicklung hatte und die gleichen Kunstanschauungen vertrat.
Hemken starb 1911 in Dresden. In seiner Heimatstadt Jever wurde die Ernst-Hemken-Straße nach ihm benannt.